# Ranunculus ovessnovii
Ranunculus ovessnovii är en ranunkelväxtart som beskrevs av N. N. Tzvelev. Ranunculus ovessnovii ingår i släktet ranunkler, och familjen ranunkelväxter. Inga underarter finns listade i Catalogue of Life.